# Puig de Randa

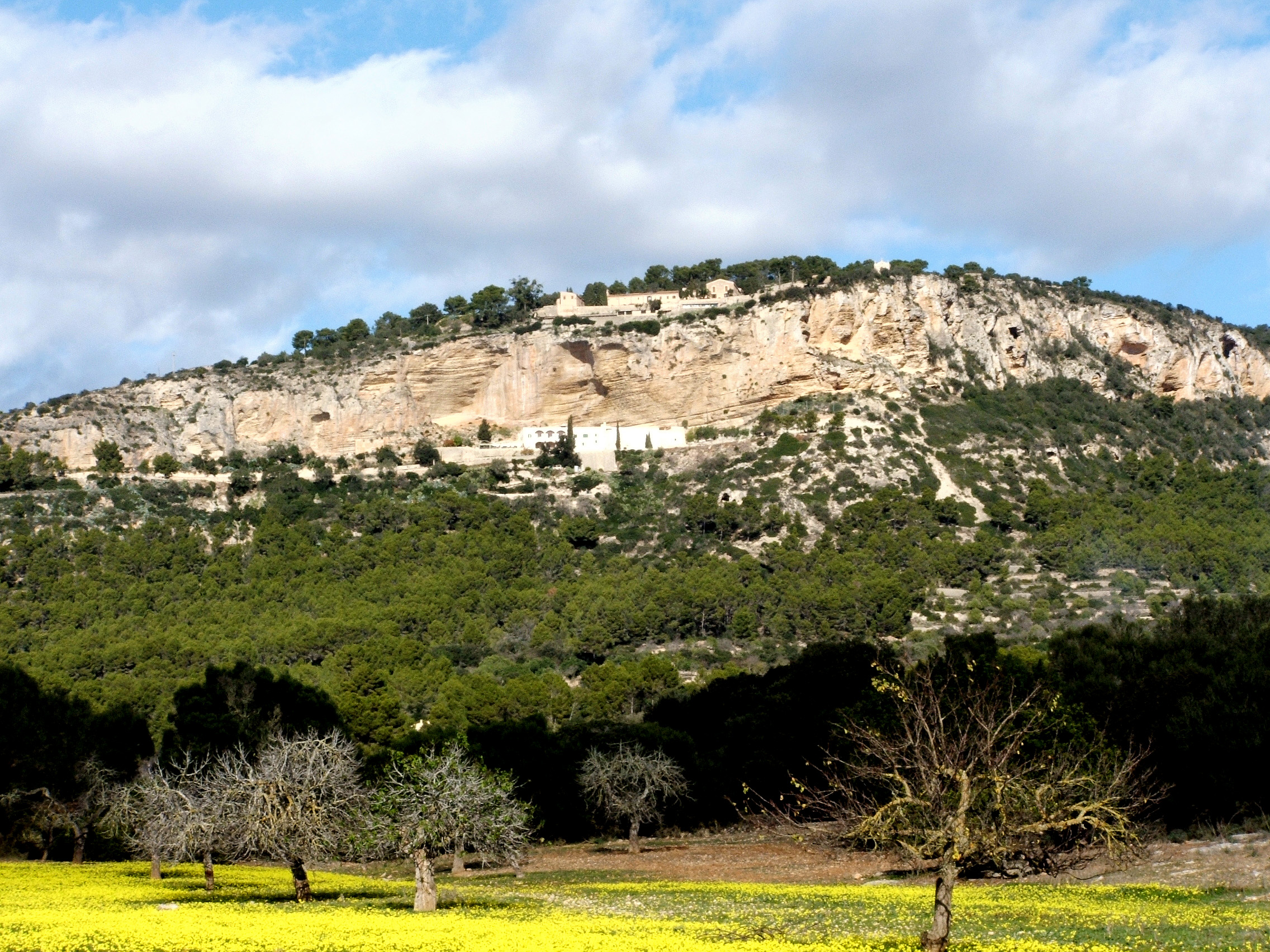
Wie Schwalbennester hängen zwei Klöster an der Steilwand.

Der Puig de Randa ist ein 542 Meter hoher Berg im Süden der Baleareninsel Mallorca. Seine markante Form ist weithin sichtbar und wirkt von weitem wie ein Tafelberg. Er erhebt sich zwischen den Orten Algaida und Llucmajor unvermittelt aus der Ebene. Dieser einzelstehende Berg, zu dessen Füßen das zur Gemeinde Algaida gehörende kleine Dorf Randa liegt, erhebt sich steil über der mallorquinischen Tiefebene und ist aus allen Richtungen schon von weitem gut zu erkennen. Vor allem die ballonartige Radarkuppel auf seiner Spitze macht den Puig de Randa unverwechselbar. 

## Sehenswertes
Der Berg Randa wird nicht nur wegen der Aussicht besucht, sondern auch wegen der drei Klöster Santuari de Nostra Senyora de Gràcia, Ermita de Sant Honorat und Santuari de Nostra Senyora de Cura, die sich in verschiedenen Höhen auf diesem Berg befinden. Er wird auch der „Heilige Berg“ Mallorcas genannt. Nach dem Kloster Santuari de Lluc ist dies die zweitwichtigste Wallfahrtsstätte der Insel.

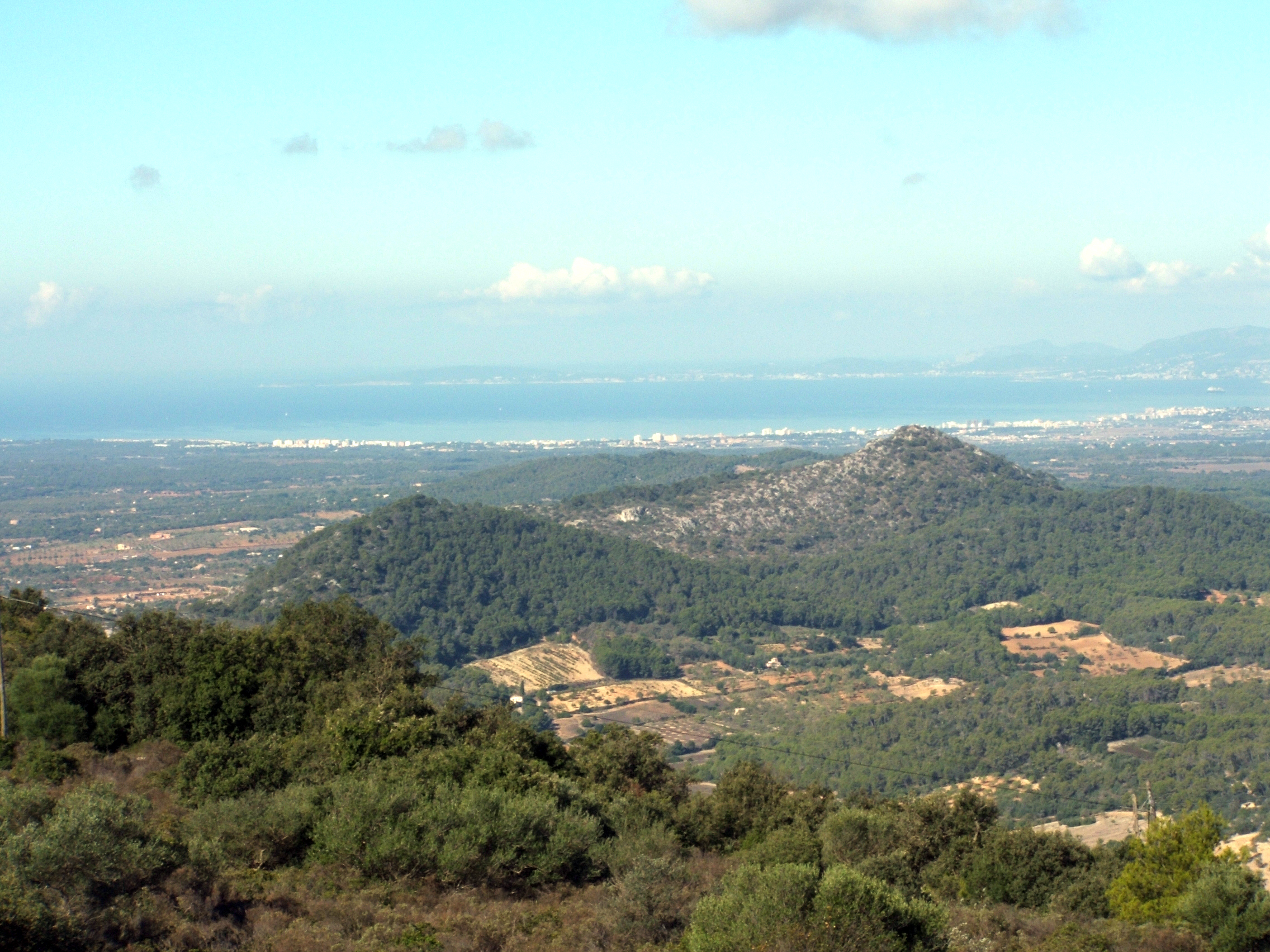
Der Blick in Richtung Bucht von Palma.

## Zugang
Der Berg kann über eine fünf Kilometer lange Serpentinenstraße von Randa aus erreicht werden. Vor dem Eingangstor aus dem Jahre 1682 findet sich ein großer Parkplatz. Vom Gipfel ist der Blick über die Insel in Richtung Nordwesten bis zur Tramuntana-Gebirge, im Norden bis zur Bucht von Alcúdia, nach Osten über die Calas der Ostküste und in südlicher Richtung von der Bucht von Palma bis zur Mallorca vorgelagerten Insel Cabrera möglich.
Von der Kirche im Dorf Randa am Fuß des Berges beginnt ein nicht markierter Wanderweg zum Gipfel hinauf, der nach dem Aufstieg zum Santuari de Cura zu einem dreistündigen Rundweg erweitert werden kann.